# Allocnemis leucosticta
Allocnemis leucosticta är en trollsländeart som först beskrevs av Selys 1863.  Allocnemis leucosticta ingår i släktet Allocnemis och familjen flodflicksländor. IUCN kategoriserar arten globalt som livskraftig. Inga underarter finns listade i Catalogue of Life.

## Bildgalleri

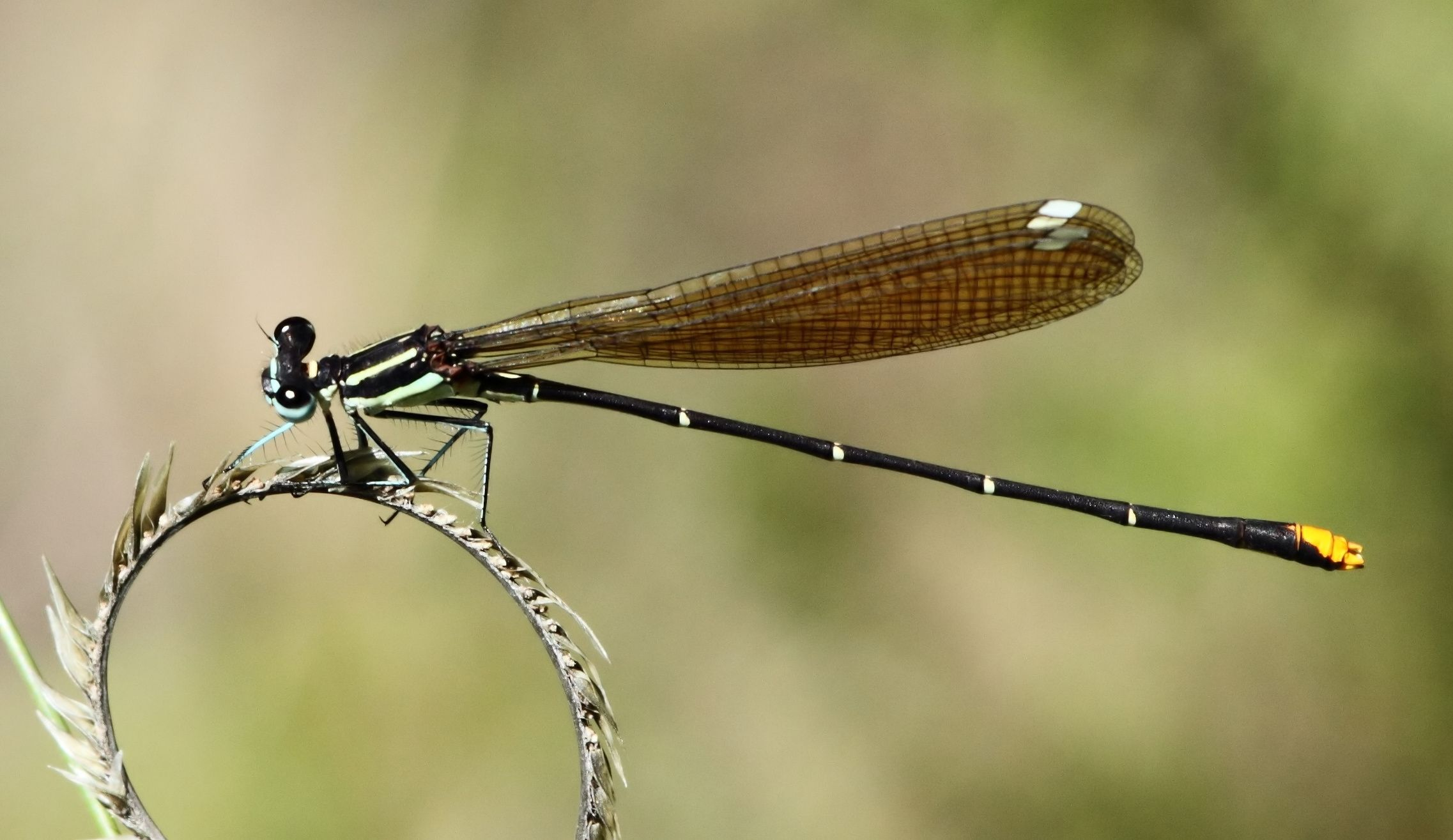